# Selección de rugby league de Uruguay
La selección de rugby league de Uruguay es el representante de dicho país en los campeonatos oficiales.
Actualmente ocupa la posición 46° en el ranking mundial de la Rugby League International Federation.

## Historia
Sus primeras competencias oficiales fueron el Torneo Latino de Rugby League de 2015 y 2016, ambos jugados en formato reducido de siete y nueve jugadores respectivamente.
En junio de 2016, obtiene el Shield del sur, al vencer al seleccionado de Perú en formato de nueve jugadores, por marcadores de 12 a 10 y 20-12.
En febrero de 2017, disputa un partido frente al seleccionado de Hungría, siendo su primer test match en formato de 13 jugadores, perdiendo por un marcador de 4-50.
En septiembre de 2017 se enfrenta al combinado de El Salvador, perdiendo por un marcador de 10 a 46.

## Partidos disputados
| 4 de febrero de 2017 | Uruguay | 4 - 50 | Hungría | Sídney, Australia |  |

| 30 de septiembre de 2017 | Uruguay | 10 - 46 | El Salvador | Sídney, Australia |  |
|                          |         | Reporte |             |                   |  |

| 15 de septiembre de 2019 | Uruguay | 30 - 34 | Perú | Sídney, Australia |  |

| 9 de noviembre de 2019 | Uruguay | 18 - 48 | Colombia | Brisbane, Australia |  |

| 28 de febrero de 2021 | Uruguay | 0 - 60 | Brasil | Sídney, Australia |  |

## Historial
Solo se consideran partidos en formato de rugby 13.
| Oponente    | Jugados | Ganados | Empatados | Perdidos | % de victorias | Mejor resultado |
| ----------- | ------- | ------- | --------- | -------- | -------------- | --------------- |
| Brasil      | 1       | 0       | 0         | 1        | 0,0%           | 0-60            |
| Colombia    | 1       | 0       | 0         | 1        | 0,0%           | 18-48           |
| El Salvador | 1       | 0       | 0         | 1        | 0,0%           | 10-46           |
| Hungría     | 1       | 0       | 0         | 1        | 0,0%           | 4-50            |
| Perú        | 1       | 0       | 0         | 1        | 0,0%           | 30-34           |
| Total       | 5       | 0       | 0         | 5        | 0.0%           | -               |

## Participación en copas

### Rugby League Sevens
- Torneo Latino 2015: Fase de grupos

### Rugby League Nines
- Torneo Latino 2016: Semifinalista.[2]
- Torneo Latino 2019: 4° puesto

## Palmarés
- Shield del Sur: 2016[3]